# Das Leben ist eine Wundertüte
Das Leben ist eine Wundertüte – trzydziesta druga płyta zespołu z Niemiec Die Flippers. Płyta wydana w roku 1998.

## Lista utworów
1. Das ganzes Leben ist eine Wundertüte – 3:11
2. Monte Carlo – 3:31
3. Nur eine weiße Rose – 3:00
4. Liebe ist mehr als nur eine Nacht – 3:39
5. Wenn Engel verreisen – 3:06
6. Zauber einer Sommernacht – 3:38
7. Wenn Janina weint – 3:18
8. Komm mit mir – 3:03
9. Ich hab das große Glück gefunden – 3:36
10. Wenn in Rom die Rosen blühen – 3:23
11. Der alte Maurice – 3:32
12. Oh la la Mademoiselle – 2:53
13. Ein Leben mit Dir – 3:35
14. Lorraine – 3:40